# عبد الصاحب ناصر آل نصر الله
السيد عبد الصاحب ناصر آل نصر الله (مواليد 28 شباط 1953 م) هو مؤلف عراقي، وشغل منصب الوصي الأربعين (السادن) على مرقد الإمام الحسين من عام 1992 حتى عام 2003 م.

## الحياة المبكرة والتعليم
وُلِد نصر الله في 28 شباط 1953 م، لوالده ناصر آل نصر الله، وهو خادم في مرقد العباس. ينحدر من عائلة آل فائز النبيلة، ويرجع نسبه إلى فاطمة ابنة محمد وزوجها علي، أول إمام شيعي. نشأ ودرس في كربلاء، وانضم إلى حزب البعث في سبعينيات القرن الماضي. حصل على درجة البكالوريوس في المحاسبة وإدارة الأعمال من جامعة بغداد. كما حصل على دبلوم في علوم الاقتصاد السياسي من معهد الشباب في موسكو.

## الوصاية (السدانة)

### التعيين
بعد انتفاضة عام 1991 م، تخلى عادل الكليدار عن منصب سادن مرقد الحسين، بعد أن اضطر للفرار إلى بغداد حيث لاحقته قوات البعث، بينما عزلَت الحكومة محمد حسين ضياء الدين سادن مرقد العباس، بسبب دعمه للمتمردين. فتُرك كلا المرقدين خاليين من الأوصياء (السادنين)، ولذلك عيّن البعثيون في البداية مهدي الغرابي سادنًا لمرقد العباس. ومع ذلك، لم يكن هذا تعيينًا ذكيًّا أو مراعيًا سكان المدينة، حيث لم يكن الغرابي من عائلة كربلائية كريمة أو من ذوي التاريخ في الخدمة في الأضرحة، في الواقع لم يكن حتى من كربلاء. علاوة على ذلك، شملت الأسماء التي تم ترشيحها لوصاية مرقد الحسين الشيخ عبد اللطيف الدارمي والسيد يوسف الواجدي، وهما أيضًا مرشحان ليس لهما علاقة أو تاريخ مع الأضرحة أو المدينة. دفع هذا عددًا من وجهاء المدينة إلى لقاء رئيس البلدية، عبد الخالق عبد العزيز، وترشيح نصر الله. وقد لاقى هذا الاقتراح استحسانًا من رئيس البلدية، إذ استوفى نصر الله شروط السدانة، وكان عضوًا في الحزب. وفي 19 مارس/آذار 1992، عُيّن سادنًا للمرقد الحسيني.

### الإنجازات
ومن بين الإنجازات البارزة التي حدثت تحت رعاية نصر الله:
- إعادة بناء قفص ضريح إبراهيم المجاب، بعد تدميره خلال الانتفاضة. كُشف عنه للجمهور في الأول من أكتوبر/تشرين الأول عام 1992 م.
- صيانة مرقد حبيب بن مظاهر بعد تعرضه للتخريب خلال الثورة، وقد اكتمل عام 1993 م.
- بناء سياج الساحة الداخلية الخارجية للضريح بنافذة فضية وأعمدة من الرخام الأحمر. اكتمل عام 1993 م.
- تذهيب الشرفة المحيطة بالأجزاء العلوية من المآذن. اكتمل عام 1994 م.
- تحويل مقبرة زعيم ثورة العشرين إلى قاعة مراسم الأضرحة في عام 1996 م.
- برنامج إعادة تأهيل منطقة بين الحرمين - بعد تدنيس الحكومة لها خلال انتفاضة عام 1991 م - فأزال جميع السدود الخرسانية، ووضع أرضية خرسانية، وغرس أشجار النخيل في جميع أنحاء المنطقة. اكتمل المشروع عام 1997 م.
- إنشاء باب ذهبي داخل المرقد بأيدي عراقية حصرية لأول مرة في تاريخ المرقد.[10] تم الانتهاء من الباب في 4 كانون الثاني 1999 م.
- توسيع مرقد شهداء كربلاء، وإنشاء نافذة ثانية له في الرواق الجنوبي. وقد تم هذا المشروع دون علم الجهات الرسمية، إذ كانت تعارض الفكرة، إلا أن نصر الله كان مصرًّا على التوسعة لأسباب عدة، فوجّه المذهب النجفي ماجد أبو النواعير، والمعماري الكربلائي حسن المعمار،[11] وعملا معًا على التوسعة، وأكملاها في 8 آب/أغسطس 2000 م.
- - المبادرة بمشروع جامعة كربلاء، وقيام نصر الله باستخدام نفوذه مع عدد من وجهاء كربلاء الآخرين [12] لجمع الأموال اللازمة لإنشاء الجامعة في عام 2002 م.

### زيارة الأربعين 1996 م
بالإضافة إلى الأضرار التي لحقت بالمدينة بعد الانتفاضة، ضربتها موجة قوية من الاكتئاب. التقى نصر الله عدة مرات مع رئيس البلدية المعين حديثًا، صابر الدوري، لمناقشة فتح الطريق أمام الحجاج لزيارة مرقد الحسين في الأربعين، باستخدام الوضع المستنزف للمدينة كذريعة. أثمرت لقاءات نصر الله نتائج، وتمكن الدوري من الحصول على إذن من السلطة العليا، للسماح بإقامة زيارة كبيرة في المدينة. في 6 تموز 1996، والذي تزامن مع العشرين من صفر من ذلك العام، شهدت كربلاء تجمعًا كبيرًا لحوالي سبعة ملايين حاج. استمر هذا التسهيل لفترة من الوقت في عهد الدوري، ولكن بحلول عام 2000 م، عادت القيود المفروضة على الحجاج، وكانت أكثر صرامة.

### الغزو الأمريكي
شغل نصر الله منصب الوصي (السادن) على كربلاء حتى غزو العراق عام 2003 م. بعد سيطرة القوات الأمريكية على كربلاء في 5 أبريل/نيسان 2003، فرّ إلى باكستان، ثم إلى إيران حيث استقرّ لفترة، تجنّبًا للاشتباكات مع مواطنيه الذين كانوا يشعرون بالإحباط آنذاك من حزب البعث وكلّ من ينتمي إليه.

## العودة إلى العراق
منذ طرده من السدانة، انشغل نصر الله بكتابة الكتب، وأنتج عددًا من المنشورات حول تاريخ وثقافة ومعرفة الإسلام وكربلاء.

## الأعمال

### الكتب
- تاريخ كربلاء (تاريخ كربلاء). 8 مجلدات.
- بيوتات كربلاء القديمة (بيوت كربلاء القديمة).
- تاريخ الرعاية الحسينية والعباسية .
- التضحية والرمز .
- الحوادث والوقائع في تاريخ كربلاء (أحداث وتاريخ كربلاء).
- كربلاء: التاريخ والقداسة (كربلاء: التاريخ والقداسة).
- كربلاء في أدب الرحالة .
- حديث الزرقا والحركات المهدوية في العراق (حادثة الزرقا والحركات المهدوية في العراق).

## طالع أيضًا
- مرقد الإمام الحسين
- عائلة الفايز

## روابط خارجية
- مكتبة كتب آل نصر الله على شبكة الفكر للكتب الإلكترونية